# Aminaftone
L'aminaftone è un composto derivato dall'acido 4-aminobenzoico, dotato di attività vasoprotettrice, che nella clinica pratica viene utilizzato come normalizzatore della resistenza e della permeabilità capillare.
In Italia viene venduto dalla società farmaceutica Laboratori Baldacci S.p.A.con il nome commerciale di Capillarema nella forma farmaceutica di capsule rigide contenenti 75 mg di principio attivo.

## Farmacodinamica
Il composto è in grado di normalizzare la resistenza e la permeabilità capillare, come dimostrato dalla capacità di rallentare la diffusione di uno specifico colorante tissutale, il trypan blue, dai capillari cutanei al derma. 
Svolge anche azione emocinetica normalizzando il flusso ematico all'interno dei vasi oltre a ridurre il tempo e l'entità della emorragia dai capillari. 
A livello del microcircolo svolge azione antiaggregante e a ciò si deve ascrivere la riduzione dell'attività degli eparinoidi quando questi vengono assunti in contemporanea con l'aminaftone.
Studi sperimentali eseguiti su colture cellulari hanno evidenziato che l'aminaftone inibisce la produzione di endotelina 1 (ET-1), interferendo con la trascrizione del gene PPET-1.

## Farmacocinetica
A seguito di somministrazione per via orale, l'aminaftone viene adeguatamente assorbito dal tratto gastrointestinale.
Nell'organismo il composto viene in parte metabolizzato a ftiocolo ed eliminato attraverso l'emuntorio renale entro le 72 ore.

## Tossicologia
In studi sperimentali su animali le prove di tossicità acuta (dosaggi fino a 3 g/kg peso corporeo) subacuta e cronica non hanno messo in evidenza effetti tossici o lesivi particolari,né effetti teratogeni o mutageni.

## Usi clinici
Il farmaco trova indicazione nel trattamento di diversi stati di fragilità capillare, in particolare in caso di presenza di macchie emorragiche, petecchie, ecchimosi ed ematomi, specialmente sul viso e sugli arti.

## Effetti collaterali e indesiderati
In corso di trattamento sono stati segnalati disturbi del sistema nervoso (cefalea, capogiro, vertigine) e dell'apparato gastrointestinale (dispepsia, nausea, vomito, dolore epigastrico). Sono stati segnalati anche disturbi della cute e del tessuto sottocutaneo (prurito, rash cutaneo, orticaria) e molto raramente anemia emolitica (in particolare nei soggetti affetti da deficit di glucosio-6-fosfato deidrogenasi).

## Controindicazioni
Il farmaco è controindicato nei soggetti con ipersensibilità nota al principio attivo oppure ad uno qualsiasi degli eccipienti contenuti nella formulazione farmaceutica. È inoltre controindicato nei soggetti con deficit di glucosio-6-fosfato deidrogenasi.

## Dosi terapeutiche
Nei soggetti adulti il dosaggio consigliato è pari a 75 mg,una1 capsula, due volte al giorno, per periodi di trattamento anche prolungati (oltre 4 settimane).